# Thesaurus Linguae Aegyptiae
Der Thesaurus Linguae Aegyptiae (TLA) ist ein Online-Wörterbuch und Textkorpus der ägyptischen Sprache, das von der Berlin-Brandenburgischen Akademie der Wissenschaften (BBAW) in Berlin entwickelt wurde. Es handelt sich um die weltweit größte elektronische Sammlung lemmatisierter ägyptischer Texte, die aus hieroglyphischen, hieratischen und demotischen Schriftzeugnissen transliteriert wurden.

## Geschichte
Der TLA baut auf dem Wörterbuch der ägyptischen Sprache auf, das 1897 von Adolf Erman an der Preußischen Akademie der Wissenschaften begonnen wurde. Ermans Ansatz bestand darin, ein Wörterbuch nicht durch Exzerpte einzelner Textpassagen zu gewinnen, sondern es auf einer umfassenden Erschließung des damals erreichbaren Textmaterials zu gründen.
Das ursprüngliche Wörterbuch der ägyptischen Sprache erschien zwischen 1926 und 1931 in fünf Hauptbänden und wurde bis 1963 mit acht Ergänzungsbänden vollendet. Es gilt als Standardwerk der Ägyptologie und ist bis heute trotz vieler neu gewonnener Erkenntnisse unübertroffen geblieben.
Ein wesentlicher Bestandteil des Projekts war die Erstellung eines umfangreichen Zettelarchivs. Bis 1918 war die Zahl der Zettel auf 1.374.806 angewachsen. Diese Zettel bildeten die Grundlage für die lexikographische Arbeit und ermöglichten eine detaillierte Analyse der ägyptischen Sprache über verschiedene Epochen hinweg. Im Jahr 1999 wurde das ursprüngliche Zettelarchiv digitalisiert und als Digitalisiertes Zettelarchiv (DZA) online veröffentlicht.
Von 1992 bis 2012 lief das Projekt Altägyptisches Wörterbuch an der BBAW. Ziel dieses Projekts war die Erstellung eines elektronischen lemmatisierten Korpus ägyptischer Texte, was den Grundstein für den heutigen TLA legte.

## Funktionen und Inhalte
Der TLA bietet:
- Ein digitales Textkorpus lemmatisierter und annotierter altägyptischer Texte in hieroglyphischer, hieratischer und demotischer Schrift
- Entsprechende Lemmalisten
- Verschiedene Suchfunktionen, z. B. nach ägyptischen Wörtern (Lemmata), Wortkombinationen und hieroglyphischen Schreibweisen[2]

Die Texte im Korpus reichen von kurzen Inschriften bis zu umfangreichen Erzählungen und stammen von Tempelwänden, Gräbern, Stelen, Papyri, Ostraka und anderen Quellen.

### Umfang des Korpus
In der Version von Juli 2024 umfasste der TLA etwa 1,49 Millionen Lemma-Instanzen, was ihn zum größten online verfügbaren Korpus ägyptischer Texte macht. Diese Zahl wächst kontinuierlich durch die fortlaufende Arbeit des Projektteams und internationale Kooperationen.

## Zukunftsperspektiven
Für die Zukunft sind unter anderem geplant:
- Die Ergänzung einer koptischen Lemmaliste, einschließlich griechischer Lehnwörter
- Die Bereitstellung der TLA-Rohdaten als JSON- und TEI/EpiDoc-XML-Dateien[2]